# Harald Turner
Pour les articles homonymes, voir Turner.
Harald Turner, né le 8 octobre 1891 à Leun et mort le 9 mars 1947 à  Belgrade, est un commandant Schutzstaffel et le Staatsrat de l'administration militaire imposée en Serbie pendant la Seconde Guerre mondiale,.
En 1942, dans une lettre à Karl Wolff, chef de cabinet pour le Reichsführer-SS Heinrich Himmler, Turner dévoile la nature meurtrière des activités SS dans les territoires occupés : il annonce indirectement son intention d'utiliser des véhicules, très probablement équipés de gaz, pour assassiner les Juifs (voir : Gaswagen),.

« Il y a plusieurs mois déjà, j'ai fusillé tous les Juifs que j'ai pu attraper dans ce secteur, rassemblé tous les femmes et enfants juifs dans un camp de concentration et, avec l'aide du SD (Sicherheitsdienst), j'ai obtenu un "camion anti-poux", qui sous deux à quatre semaines aura permis de vider entièrement le camp...
Lettre de Harald Turner à Karl Wolff, datée du 11 avril 1942, »

Ses guillemets entourant le nom du camion indiquent que le véhicule avait pour fonction de tuer les Juifs en question.
En 1946, Turner est extradé en Yougoslavie, où il est traduit en justice et condamné. Il est exécuté en 1947.